# NGC 3909
NGC 3909 est un amas ouvert situé dans la constellation du Centaure. Il a été découvert par l'astronome britannique John Herschel en 1834.
NGC 3909 renferme quelque deux douzaines d'étoiles dont la magnitude varie de 9,8 à 11 ainsi que deux autres douzaines de magnitude plus faible. Elles sont dispersées sur une région de 14 à 18 minutes d'ard du nord au sud et de 20 à 24 minutes d'arc d'est en ouest. Il n'est pas certain qu'il s'agisse d'un véritable amas ouvert ou d'un alignement fortuit. Il faudrait des estimations plus précises des distances pour le savoir.